# عبد الرحمن فخرو
عبد الرحمن فخرو لاعب كرة قدم قطري، ولد في (19 سبتمبر 1992).
لعب سابقاً في نادي الوكرة ونادي مسيمير.

## روابط خارجية
- عبد الرحمن فخرو على موقع Soccerway.com (الإنجليزية)